# Chrysococcyx basalis
Cuco-bronzeado-de-horsfield ou cuco-bronzeado (Chrysococcyx basalis) é uma espécie de cuco da família Cuculidae.
Pode ser encontrado desde a Austrália até ao Sudeste da Ásia. A espécie era anteriormente conhecida pelo nome científico Chalcites basalis.

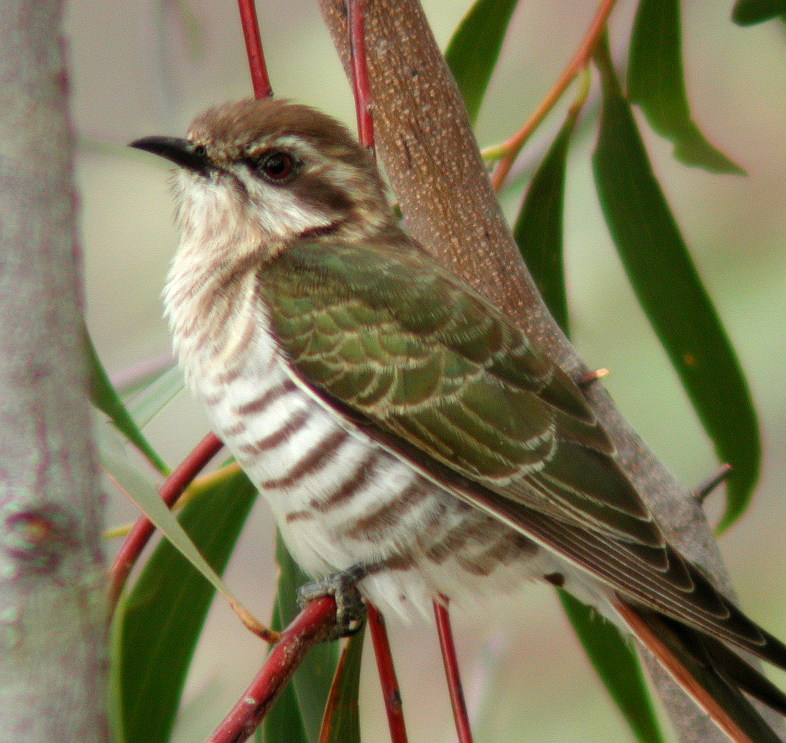
Fotografia em Capertee Valley, NSW, Austrália